# 韓国観
『韓国観』（かんこくかん）は、1908年（明治41年）製作・公開、横田商会製作・配給による日本のサイレント映画、ドキュメンタリー映画である。別題『韓国一週』（かんこくいっしゅう）。

## 略歴・概要
横田商会は現在の日活の前身の一社であり、京都を拠点とし、映画の製作・配給を行っていた商社である。1905年（明治38年）ころから同社で撮影や現像を行っていた技士の土屋常吉が同社を去り、土屋の甥であり弟子であった福井繁一が、土屋の仕事を引き継いだ。1908年（明治41年）、伊藤博文が大韓帝国第2代皇帝の純宗とともに朝鮮を一周するに際し、韓国統監府の機関紙・京城日報からの依頼で福井が撮影したドキュメンタリー映画が、本作である。
本作は、同年6月1日、東京・神田の横田商会特約館・錦輝館で公開された。
本作の上映用プリントは、現在、東京国立近代美術館フィルムセンターには所蔵されておらず、マツダ映画社のリストにも本作の題名は見当たらない。現時点では、鑑賞することの不可能な作品である。

## 作品データ・キャスト
- 監督・撮影・編集 : 福井繁一
- 出演 : 伊藤博文、純宗

- 製作 : 横田商会
- 上映時間（巻数） : 不明
- フォーマット : 白黒映画 - スタンダードサイズ（1.33:1） - サイレント映画
- 初回興行 : 神田・錦輝館

## 関連事項
- 1908年の日本公開映画

## 註
1. 1 2 3 4  『日本映画発達史 I 活動写真時代』 、田中純一郎、中公文庫、1975年12月10日 ISBN 4122002850, p.144-145.
2. ↑  韓国観 (韓国一週)、日本映画データベース、2010年3月15日閲覧。
3. ↑  所蔵映画フィルム検索システム、東京国立近代美術館フィルムセンター、2010年3月15日閲覧。
4. ↑  主な所蔵リスト 劇映画＝邦画篇、マツダ映画社、2010年3月15日閲覧。